# Ozarba cinerea
Ozarba cinerea là một loài bướm đêm trong họ Noctuidae.